# Bundesautobahn 555
De Bundesautobahn 555 (kortweg A555) is een Duitse autosnelweg tussen Keulen en Bonn en wordt daarom ook wel Köln-Bonner-Autobahn genoemd.

## Geschiedenis
De A555 werd tussen 1929 en 1932 gebouwd en werd in augustus 1932 door Konrad Adenauer als vierstrooks-, kruisingsvrije 12 meter brede autoweg geopend. Daarmee is de A555 de oudste autosnelweg van Duitsland. De AVUS in Berlijn is weliswaar ouder, maar dit was een testtraject met tolplicht. De snelweg werd echter alleen een Landstraße en werd pas in 1958 omgenummerd tot autosnelweg. Vlak voor de opening werd door de politie een speciale verordening afgegeven, dat keren, stoppen en parkeren, alsmede het gebruik van de weg door niet-gemotoriseerd verkeer verbood.
Tot de verbreding tot 3 rijstroken in beide richtingen was de A555 niet uitgevoerd met een fysieke rijbaanscheiding. Tussen de rijstroken was ook geen belijning aangebracht, alleen de verschillende rijrichtingen werden door een dikke middellijn van elkaar gescheiden. De weg was ingericht voor een maximumsnelheid van 120 kilometer per uur, terwijl slechts weinig voertuigen deze snelheid konden behalen begin jaren 30. In het eerste jaar kende de A555 een verkeersintensiteit van 4000 voertuigen. Tegenwoordig wordt de weg door 100.000 voertuigen per dag bereden.

## Huidig verloop
De A555 verloopt van het Verteilerkreis Köln via Wesseling en Bornheim naar het Verteilerkreis Bonn. Bij de knooppunten Köln-Süd en Bonn-Nord is de A555 aangesloten op het Duitse autosnelwegennet. In tegenstelling tot veel andere snelwegen in de regio is de A555 redelijk recht, hetgeen uitnodigt tot hard rijden. Sinds 2004 geldt er bij Wesseling een snelheidsbeperking tot 100 km/h vanwege geluidsoverlast.
Oorspronkelijk was aan de Keulse zijde een verlenging als Kölner Stadtautobahn gepland, in Keulen zou de A555 dan aansluiten op de A57.
In de jaren 90 werd er op de A555 een proef gehouden voor het automatisch innen van tolgelden voor gebruik van de autosnelweg.
Tussen de aansluitingen Wesseling en Bornheim was vroeger de Raststätte Im Eichkamp te vinden. deze ruimte wordt gebruikt door de TÜV Rheinland, die hier een verkeerscentrum heeft ondergebracht. Hier werden onder andere ook proeven voor de invoering van het tolsysteem voor het vrachtverkeer gehouden.
In 2003 werd de nieuwe aansluiting Bornheim geopend. Samen met verschillende rondwegen ten westen van Bonn moet deze het onderliggende wegennet in Bonn ontlasten. Daarnaast dient de aansluiting ervoor de regio Bornheim-Alfer aan het autosnelwegnet te koppelen.

## Diplomatenrennbahn
In de tijd van West-Duitsland, toen Bonn nog de Bundeshauptstadt was werd de A555 ook wel Diplomatenrennbahn genoemd, daar deze door vele ambtenaren die in Keulen woonden werd gebruikt en dit door het ontbreken van een maximumsnelheid en veel vrachtverkeer vaak met hoge snelheden gebeurde.
In Bonn staat ook de B9 bekend als Diplomatenrennbahn, daar deze een verbinding vormt tussen de regeringswijk en de Diplomatenstadt Bad Godesberg